# Монастырь Буксхайм
Буксхаймский монастырь (нем. Kloster Buxheim) — бывший картезианский монастырь, сегодня являющийся отделением конгрегации «Салезианцы Дона Боско»; расположен на территории баварской коммуны Буксхайм (Верхняя Швабия) и относится к Аугсбургской епархии; монастырь был основан около 1100 года как коллегиальная церковь и был окончательно распущен в 1812 году; часть его территории используется как музей.

## История и описание
Деревня Буксхайм была основана представителями союза племён алеманны в VII веке нашей эры: они назвали поселение в честь ручья, с кельтским именем «Букс», который является притоком реки Иллер. Около 1100 года Аугсбургский кафедральный собор основал в Буксхайме коллегиальную церковь — сама деревня с середины X века находилась во владении собора, вероятно, как дар графов Диллингена. При этом исследователи высказывали сомнения, что местные каноники являлись регулярными.
Около 1300 года была построена церковь, фрагменты которой сохранились как часть хора более позднего картезианского храма. На рубеже XV века монастырь пережил серьезный кризис: экономическая ситуация и духовная дисциплина обители, в которой было только четыре канониста, оставляла желать лучшего. В 1402 году пропст Генрих фон Эллербах нашёл неожиданный выход из кризиса — он передал обитель, стоявшую перед перспективой голода, ордену картезианцев, которые в те годы имели репутацию благочестивых и аскетичных монахов. Орден переименовал свою новую обитель в «Maria Saal» («Aula Mariae») в 1406 году. Как фермерское сообщество, насчитывавшее около 250 жителей, деревня Буксхайм также попала во владение ордена, а монастырь, имевший обширные земли, стал важнейшим «работодателем» для местного населения. Светские братья (см. конверз) при старом монастыре получили возможность выполнять свои обеты — что продолжалось до середины XV века.
В результате экономическая ситуация значительно улучшилась: уже в 1407 году монастырь приобрел первую землю в Меммингене. Кроме того, в его владения оказалась обширная сеть рыбных прудов и собственные виноградники на Боденском озере; 60 ферм в Швабии позволили обители постоянно расти. В итоге Буксхайм стал крупнейшим монастырем из 53 отделений картезианцев в немецкоязычной части Европы. Исследователи высказывали предположение, что «благополучие и процветание» Буксхайма в начале XV века стало одной из причин, подтолкнувших многих картезианцев принять доктрины Лютера.
В ходе Крестьянской войны — в 1524—1525 годах — монастырь, отрезанный от внешнего мира, впервые подвергся разграблению; монахи покинули его. Даже в 1543 году в обширном монастырском комплексе жили только два монаха и два мирянина. Первоначально монастырь находился под защитой имперского города Мемминген: с 1546 года уже протестантский город Мемминген запретил проведение католических месс и ношение религиозной одежды. Обязательным стало и посещение протестантских проповедей. В следующем году городские власти были вынуждены отменить свои антикатолические указы. Король Фердинанд поместил монастырь в Буксхайме под защиту дома Габсбургов и Священной Римской империи (см. «имперское аббатство») — что стало уникальным явлением для картезианского ордена.

Перестройка монастыря в XVIII веке была результатом совместной работы семьи художников Циммерманов из Вессобрунна: в 1710 году они создали новый библиотечный зал и трапезную, а к 1713 году отреставрировали монастырскую церковь, перестроив её в стиле барокко. Особенно известен плафон, расписанный И. Б. Циммерманом. 

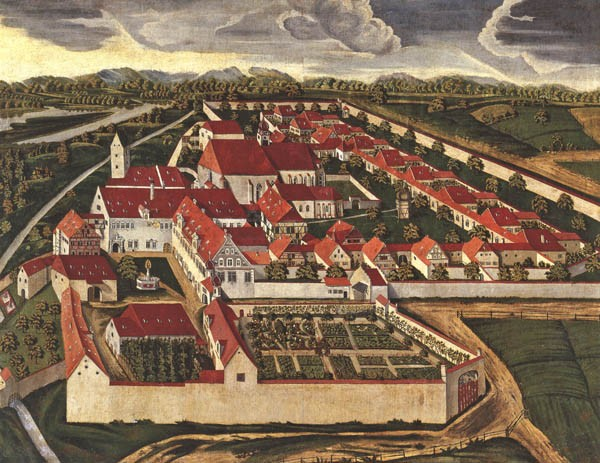
Вид монастыря в конце XVII века

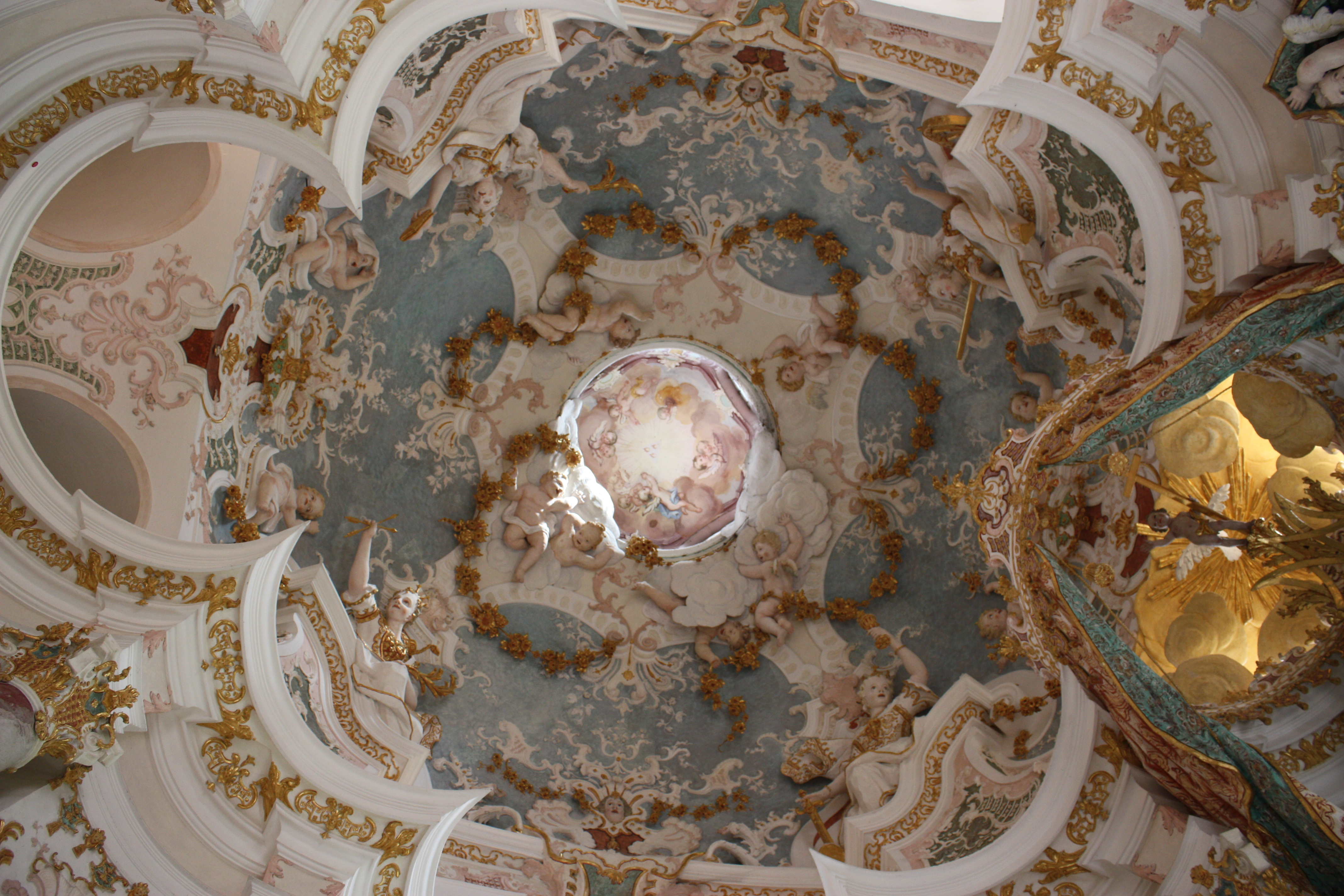
Плафон капеллы св. Анны

Монастырь был распущен в ходе секуляризации 1802—1803 годов: в то же время монахам позволили жить в обители, но был запрещён приём новых членов; последний монах скончался в 1860 году. Помещения бывшего монастыря перешли в 1809 году по наследству графу Уолдботту из Бассенхайма, который с 1812 года использовал их в качестве своего замка. Его сын, обанкротившись, выставил на торги в Англии монастырские реликвии и библиотеку — Буксхайм владел значительной библиотекой, включавшей в себя многочисленные гравюры начала XV века; до секуляризации вся книжная коллекция составляла около 50 000 томов. Наследники рода в 1916 году продали бывшую монастырскую церковь и комплекс зданий с оставшейся землей Баварии; в 1925 году они продали монастырский архив, литургическое оборудование и обширную коллекцию картин аббатству Оттобойрен.
В 1926 году бывшее аббатство в Буксхайме перешло во владение салезианцев; во время Второй мировой войны часть зданий использовалась сотрудниками рейхсляйтера НСДАП Альфреда Розенберга — здесь, среди прочего, хранили и произведения «трофейного искусства». В 1947 году салезианцы открыли школу-интернат «Марианум», которая в 1964 году была преобразована в полноценную гимназию.